# Delčevo
Delčevo (kyrillisch Делчево; albanisch Dellçeva, indefinit Dellçevë; früher bulgarisch Царево село Zarewo selo) ist eine Stadt im Osten Nordmazedoniens, nur elf Kilometer von der Grenze zu Bulgarien entfernt. Sie ist Verwaltungssitz der gleichnamigen Gemeinde, die zur Region Osten gehört. Bis 1950 trug die Stadt den Namen Carevo selo (kyrillisch Царево село), ‚Dorf des Zaren‘.

## Geographie
Die Stadt Delčevo liegt 164 km von der mazedonischen Hauptstadt Skopje entfernt auf 590 bis 640 Meter über dem Meeresspiegel. Sie ist die größte Siedlung in der Region und besitzt gute Verkehrsverbindungen zu anderen Regionen. Zudem ist der Berg Golak die höchste Erhebung in der Region.

## Bevölkerung
Bei der Volkszählung im Jahr 2002 wurde für Delčevo eine Bevölkerungszahl von 11.500 Einwohnern ermittelt. Diese verteilen sich folgendermaßen auf die einzelnen Volksgruppen:
| Volksgruppe | Anzahl | in %  |
| Mazedonier  | 10.761 | 93,57 |
| Roma        | 564    | 4,90  |
| Andere      | 175    | 1,52  |
| Insgesamt   | 11.500 | 100 % |

## Geschichte
Der Überlieferung zufolge hieß das heutige Delčevo einst Vasiljevo.
Unter dem Namen Carevo selo wird es erstmals zwischen 1347 und 1359 erwähnt.
Bis zum Beginn des 20. Jahrhunderts war der Ort ein Dorf, danach wurde er zum ökonomischen und administrativen Zentrum der Region Pijanec. 1900 hatte es ca. 1500 Einwohner. Von ihnen waren zwei Drittel Bulgaren (Orthodoxe Christen und Muslime) und ein Drittel Türken.
Nach dem Russisch-Osmanischen Krieg im Jahr 1877/78 wurde die Region zum Grenzgebiet. Nach den Balkankriegen von 1912/12 fiel die Stadt an das sogenannte Königreich der Serben, Kroaten und Slowenen. Während des Balkankriegs, als die Region von Serbien erobert wurde, gab es die größte Vertreibung der Stadt die im benachbarten Bulgarien floh. Durch die Militarisierung der Region und fehlende Investitionen litt die Stadt unter schlechter Wirtschaft und Infrastruktur, weshalb die Bevölkerung die Stadt Richtung Bulgarien auswanderte.
1950/1951 wurde die Stadt von den jugoslawischen Behörden zur Ehrung von Goze Deltschew in Delčevo umbenannt.
Heute noch stehen zahlreiche Moscheen in der Stadt, die sich noch in gutem Zustand befinden.

## Sport
Die Stadt verfügt über ein Fußballstadion, einige Schwimmbäder und Sporthallen. Die Sportplätze werden für Wettkampf- und Freizeitsport genutzt.

## Partnerstädte
- Simitli (Bulgarien)
- Jagodina (Serbien)
- Wyschhorod (Ukraine)
- Bornova (Türkei)
- Żyrardów (Polen)
- Blagoewgrad (Bulgarien)

## Söhne und Töchter der Stadt
- Dragan Georgiev (* 1990), Fußballspieler
- Vlatko Stojanovski (* 1997), Fußballspieler